# Нотли, Рэйчел
Рэйчел Энн Нотли (англ. Rachel Anne Notley; род. 17 апреля 1964) — канадский политик левоцентристского толка, 17-й премьер-министр Альберты (2015—2019). Является членом Законодательного собрания Альберты от избирательного округа Эдмонтон-Страткона и возглавляет Новую демократической партию Альберты. 

## Биография
Дочь экс-лидера НДП Альберты Гранта Нотли, Рэйчел Нотли ещё в детстве посещала с матерью антивоенные митинги. До карьеры политика она занималась трудовым правом, по направлению охраны безопасности труда на рабочих местах и выплаты работникам компенсаций.
Нотли впервые была избрана в Законодательное собрание на провинциальных выборах 2008 года, сменив на этом посту экс-лидера НДП Раджа Панну. Шесть лет спустя, 18 октября 2014, Нотли победила на выборах нового лидера Новой демократической партии Альберты в первом туре с 70 % голосов и привела партию к победе на провинциальных выборах 2015 года с 40,57 % голосов, что обеспечило ей большинство с 54 из 87 мест. 
Нотли возглавляет первое правительство социал-демократической НДП в истории провинции и является первым из премьер-министров Альберты, представляющим не Прогрессивно-консервативную партию со времён Гарри Строма из Партии социального кредита (до 1971 года). 
Её правительство совершило ряд социально-экономических преобразований: обеспечило постепенное повышение минимальной зарплаты до 15 долларов в час, увеличило затраты на образование и здравоохранение, обязалось улучшить условия жизни для представителей коренных народов, ввело новую стратегию по борьбе с климатическими изменениями (включая налог на углеродные выбросы) и создало провинциальный парк с крупнейшей территорией охраняемого таёжного леса в мире.